# Ittihad Riadhi Baladiat Sidi Aïssa
Maillots
Dernière mise à jour : 23 mai 2020.
L'Ittihad Riadhi Baladiat Sidi Aïssa (en arabe : الاتحاد الرياضي لبلدية سيدي عيسى), plus couramment abrégé en IRB Sidi Aïssa ou encore en IRBSA, est un club algérien de football fondé en 1947 et basé dans la commune de Sidi Aïssa, dans la Wilaya de M'Sila.

## Histoire
L'Ittihad Riadhi Baladiat Sidi Aïssa évolue en championnat d'Algérie de 2e division durant la saison 2005-06. Actuellement[Quand ?], l'IRBSA évolue en championnat d'Algérie de 5e division, Ligue de Batna. 

## Logos et couleurs

### Anciens logos

Logo actuel du club